# Östra Gangsjajaure
Östra Gangsjajaure är en sjö i Arvidsjaurs kommun i Lappland och ingår i Piteälvens huvudavrinningsområde. Sjön har en area på 2,53 kvadratkilometer och ligger 366 meter över havet. Sjön avvattnas av vattendraget Abmoälven.

## Delavrinningsområde
Östra Gangsjajaure ingår i det delavrinningsområde (732318-163655) som SMHI kallar för Utloppet av Östra Gangsjajaure. Medelhöjden är 378 meter över havet och ytan är 7,72 kvadratkilometer. Räknas de 30 avrinningsområdena uppströms in blir den ackumulerade arean 299,01 kvadratkilometer. Abmoälven som avvattnar avrinningsområdet har biflödesordning 2, vilket innebär att vattnet flödar genom totalt 2 vattendrag innan det når havet efter 183 kilometer. Avrinningsområdet består mestadels av skog (62 procent). Avrinningsområdet har 2,59 kvadratkilometer vattenytor vilket ger det en sjöprocent på 33,6 procent.